# Суперкубок Південної Кореї з футболу
Суперкубок Південної Кореї з футболу — колишній одноматчевий турнір, у якому грали володар кубка Південної Кореї і чемпіон попереднього сезону. У випадку, якщо кубок і чемпіонат виграла одна команда, то в суперкубку грали перша і друга команди чемпіонату. Турнір організовувався Корейською футбольною асоціацією.

## Розіграші
| Рік  | Переможець             | Рахунок              | Фіналіст             |
| ---- | ---------------------- | -------------------- | -------------------- |
| 1999 | Сувон Самсунг Блювінгз | 5:1                  | Анян LG Чітас        |
| 2000 | Сувон Самсунг Блювінгз | 0:0 пен. 5:4         | Соннам Ільва Чунма   |
| 2001 | Анян LG Чітас          | 2:1 дч               | Чонбук Хьонде Моторс |
| 2002 | Соннам Ільва Чунма     | 1:0                  | Теджон Сітізен       |
| 2003 | турнір не проводився   | турнір не проводився | турнір не проводився |
| 2004 | Чонбук Хьонде Моторс   | 2:0                  | Соннам Ільва Чунма   |
| 2005 | Сувон Самсунг Блювінгз | 1:0                  | Пусан Ай Парк        |
| 2006 | Ульсан Хьонде Хоран-і  | 1:0                  | Чонбук Хьонде Моторс |

## Досягнення по клубам
| Клуб                   | Кількість перемог | Роки перемог     | Кількість фіналів | Роки поразок |
| ---------------------- | ----------------- | ---------------- | ----------------- | ------------ |
| Сувон Самсунг Блювінгз | 3                 | 1999, 2000, 2005 | -                 | -            |
| Соннам Ільва Чунма     | 1                 | 2002             | 2                 | 2000, 2004   |
| Чонбук Хьонде Моторс   | 1                 | 2004             | 2                 | 2001, 2004   |
| Анян LG Чітас          | 1                 | 2001             | 1                 | 1999         |
| Ульсан Хьонде Хоран-і  | 1                 | 2006             | -                 | -            |
| Теджон Сітізен         | -                 | -                | 1                 | 2002         |
| Пусан Ай Парк          | -                 | -                | 1                 | 2005         |